# リンゼイ・ドーン・マッケンジー
リンゼイ・ドーン・マッケンジー（Linsey Dawn McKenzie、ロンドン・ウォーリントン出身、1978年8月7日 - ）は、イギリスのアダルトモデル・ポルノ女優。1994年、16歳の誕生日にタブロイド新聞のDaily Sportでトップレスモデルとしてデビューを果たし、数多くの男性誌、ソフトコアビデオ、アダルトウェブサイトをトップレスやフルヌードで彩り、更にハードコアポルノ映画にも出演した。イギリスの未成年の有名人としてBBC Twoの『ザ・ウィーケスト・リンク』などのテレビ番組にも出演している。

## 生い立ち
マッケンジーはカーシャルトン女子高校に通い、6つの一般教育証明試験に合格し、1つのB、2つのDs、3つのEsを得た。彼女は観光産業で働きたいという志望を持っていたが、16歳の時にモデルの仕事に集中するために断念した。
モデルとしては、マッケンジーは豊胸手術に依らない自然な巨乳で最も知られている。報道によると彼女は12歳から胸が発達し始め、15歳の頃には86DDカップのブラジャーを着けており、17歳までには86のGGカップになっていた。

## アダルト・ソフトコアモデル
1994年の初め、20歳の姉アリソン・マッケンジーは豊満な肉体を持つ15歳の妹のトップレス写真を何枚か撮り、地元のモデルエージェンシーに送った。数日後あるカメラマンから撮影の依頼が舞い込んだ。リンゼイのプロとしての初仕事であった。
マッケンジーの16回目の誕生日が近づいた時、タブロイド紙のDaily Sportは人気をあおるために彼女のトップレスデビューを一大イベントに仕立て上げた。1994年の6月から7月にかけて身体のラインを強調し、胸の谷間を露出した衣裳をまとう15歳のマッケンジーの挑発的な写真が掲載され、彼女が1994年8月7日に16歳を迎える日までカウントダウンされた。
翌年にわたってマッケンジーとDaily Sport紙の関係は続き、最も多く登場した常連モデルの1人となり、ラップダンサーとストリッパーの一座とともにイギリス中をツアーした。更に彼女はザ・サン紙のページ・スリー・ガールになり、Daily Star紙の同趣のページにも登場した。またLoaded誌などの若者向雑誌にも彼女のトップレス写真が掲載され、Mayfair誌、Men Only誌などのイギリスのソフトコア雑誌にはフルヌードで出演した。そして数多くの低予算ソフトコアビデオが製作された。
1995年7月29日、17回歳の誕生日直前にマッケンジーはオールド・トラッフォード・クリケット・グラウンドで開催され、テレビ中継もされたイングランド対西インド諸島のクリケット対抗試合においてトップレスでのストリーキングを敢行した。彼女はTバックとスニーカーだけを身に付け、胸全体に「Only Teasing」という文字を書いてフィールド（オーバル）を駆け抜けた。彼女は後にBBCのスポーツクイズ番組『They Think It's All Over』の「Feel The Sportsman」の回に秘密のゲストとして出演した。
1996年8月に18歳になると、マッケンジーはScore誌やVoluptuous誌などの胸フェチ雑誌を出版している北米のScore Groupと契約を結んだ。

## ハードコア
1990年代後半に製作されたマッケンジーのビデオの何本か、例えば『Linsey Dawn McKenzie in Live Sex Video (ASIN B00004CVL9)』や『Linsey Dawn McKenzie and Alison Having Full Sex (ASIN B00005226J)』などは既に「ハードコアポルノ」として市場に流れていたが、彼女が数本の本物のハードコアポルノ映画に出演したのは2000年から2004年にかけてである。
2009年、マッケンジーはイギリスのペイ・パー・ビューチャンネル、Red Hot TVのハードコアテレビシリーズ『I'm Back』に主演した。2月7日に5話のソフトバージョンのエピソードが連続して放送され、ハードコアバージョンはRed Hot TVのビデオダウンロードサイトから入手可能である（2009年3月現在）。ハードコアバージョンは後日マッケンジーの新しいブログ上でリリースされた。

## 映画・テレビ出演
1990年代後半の人気絶頂時、マッケンジーはL!VE TVやTelevision Xのようなイギリスの成人向けチャンネルに頻繁に出演し、イギリスの昼のトーク番組では、アダルトモデルや胸のサイズについて討論する回の常連ゲストであった。
彼女は奇術師デビッド・ブレイン (David Blaine) の公開マジック番組にも出演し、リアリティ番組の『The Salon』（2003年）と『I'm Famous and Frightened!』（2004年）にも登場した。また『Brainiac: Science Abuse』の1エピソードに出演し、プロのオペラ歌手、深海ダイバー、巨乳モデルのうち誰が最も肺活量に優れているかという実験に参加した。アメリカ合衆国の『ハワード・スターン・ショー』にも出演し。2008年5月26日にはBBC Twoのクイズ番組『ザ・ウィーケスト・リンク』に登場した。
マッケンジーはマーティン・グーチ (Martin Gooch) 監督の2003年の短編映画『Arthur's Amazing Things』でベリルという役を演じ、エミリー・ブース (Emily Booth)、マーク・フェルゲイト (Mark Felgate)、レスリー・フィリップス (Leslie Phillips) と共演した。

## 私生活
マッケンジーの波乱に富んだ情熱的な人生は、有名人との恋愛関係や扇情的なスキャンダルに彩られている。1996年、17歳の時に彼女は当時ウィンブルドンFCの選手であったディーン・ホールズワースと公然と交際していた。彼は妻帯者で彼女より10歳年上であった。イギリスのタブロイド紙は、この不倫の恋愛関係をホールズワースとマッケンジーがホールズワースの愛車83,000ポンドのBMWのボンネット上で愛しあっていたと扇情的に書き立て、憤慨するホールズワースの妻のインタビューを公表した。
2004年、元ウインブルドンFCの選手でサッカー北アイルランド代表であったマーク・ウィリアムズ (Mark Williams) は、やはりトップレスモデルであるレイラニ・ダウディング (Leilani Dowding) との婚約を解消し、マッケンジーと付き合い始めた。2005年5月、マッケンジーは彼女にとって最初の子供である、ルカ・スコット・マーク・ウィリアムズという男の子を出産した。2006年1月5日、マッケンジーはロンドンの登記所にウィリアムズとの結婚を届け出た。2人はロンドンのレストラン・アイビー (The Ivy) で披露宴を開き、新婚旅行先にはバハマを選んだ。

## 縮胸手術
マッケンジーの巨乳は思春期から彼女に身体的な不快感をもたらしていた。彼女が16歳の時に新聞に掲載されたプロフィールでは「彼女はしばしば腰痛を生じ、頻繁に乳房が傷つけられるように感じ、広い肩ひもの特注ブラで支えなければならない」と書かれている。妊娠中に彼女の胸が更に膨れた時、腰痛は特に激しくなった。2005年12月、27歳の時に彼女は縮胸手術を受け、ブラサイズを91のHHカップから91DDカップまで下げた。執刀医は以前同じページ・スリー・ガールであったケイティ・プライス (Jordan) に86のFFカップまで豊胸する手術を施した外科医で、今回は6,500ポンドでマッケンジーの縮胸を請け負った。